# Bázeli Egyetem
A Bázeli Egyetemet (németül: Universität Basel, latinul: Universitas Basiliensis) 1460-ban alapították, a legrégebbi egyetem Svájcban.

## Története
A Bázeli Egyetem a Bázeli Tanácshoz kapcsolódva jött létre. Az alapító okiratot pápai bulla formájában II. Piusz pápa bocsátotta ki 1459. november 12-én, a hivatalos megnyitó ünnepségre 1460. április 4-én került sor. Eredetileg az egyetem négy karral rendelkezett: művészeti, orvosi, teológiai és jogi karral.
Az évszázadok során, amikor sok diák érkezett a városba, Bázel a könyvnyomtatás és a reneszánsz humanizmus egyik első központja lett, különösen Rotterdami Erasmus érkezésével. Ugyanebben az időben megalapították a Bázeli Egyetemi Könyvtárat. Ma több mint hárommillió könyv és írás található benne, ez Svájc legnagyobb könyvtára.
Miután a nemzetiszocialisták 1933-ban átvették a hatalmat Németországban, több neves német akadémikus emigrált Bázelbe, és néhány svájci tudós is visszatért onnan. Többek között Arthur Baumgarten jogtudomány professzor (1933), Karl Barth (1935) és Fritz Leiber (1937) teológusok, Yeshayahu Leibowitz izraeli filozófus (1934), majd a második világháború után Karl Jaspers filozófus és pszichiáter a Heidelbergi Egyetemről (1948). 

## Rektorok

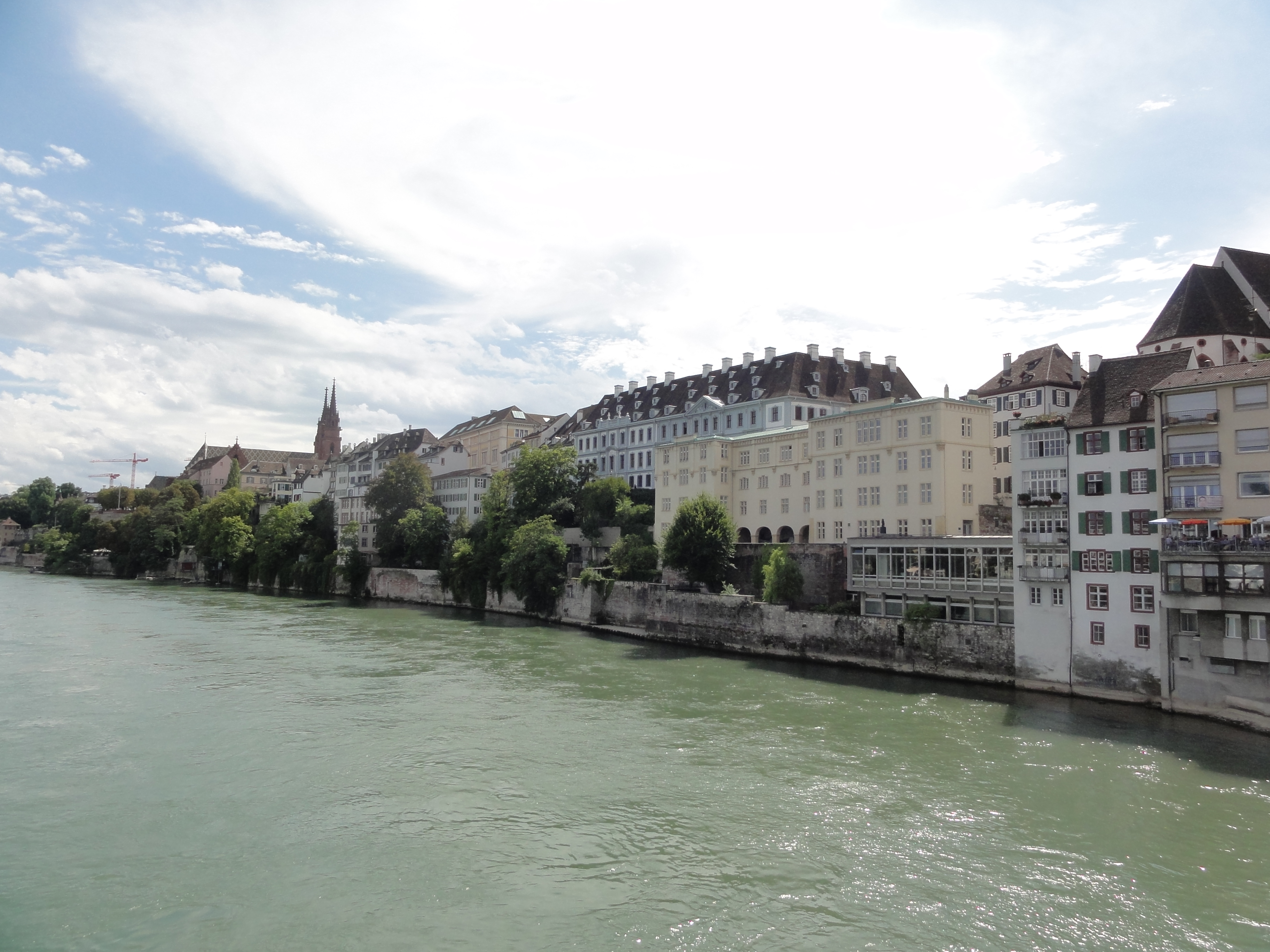
Az 1860-as neoreneszánsz homlokzat

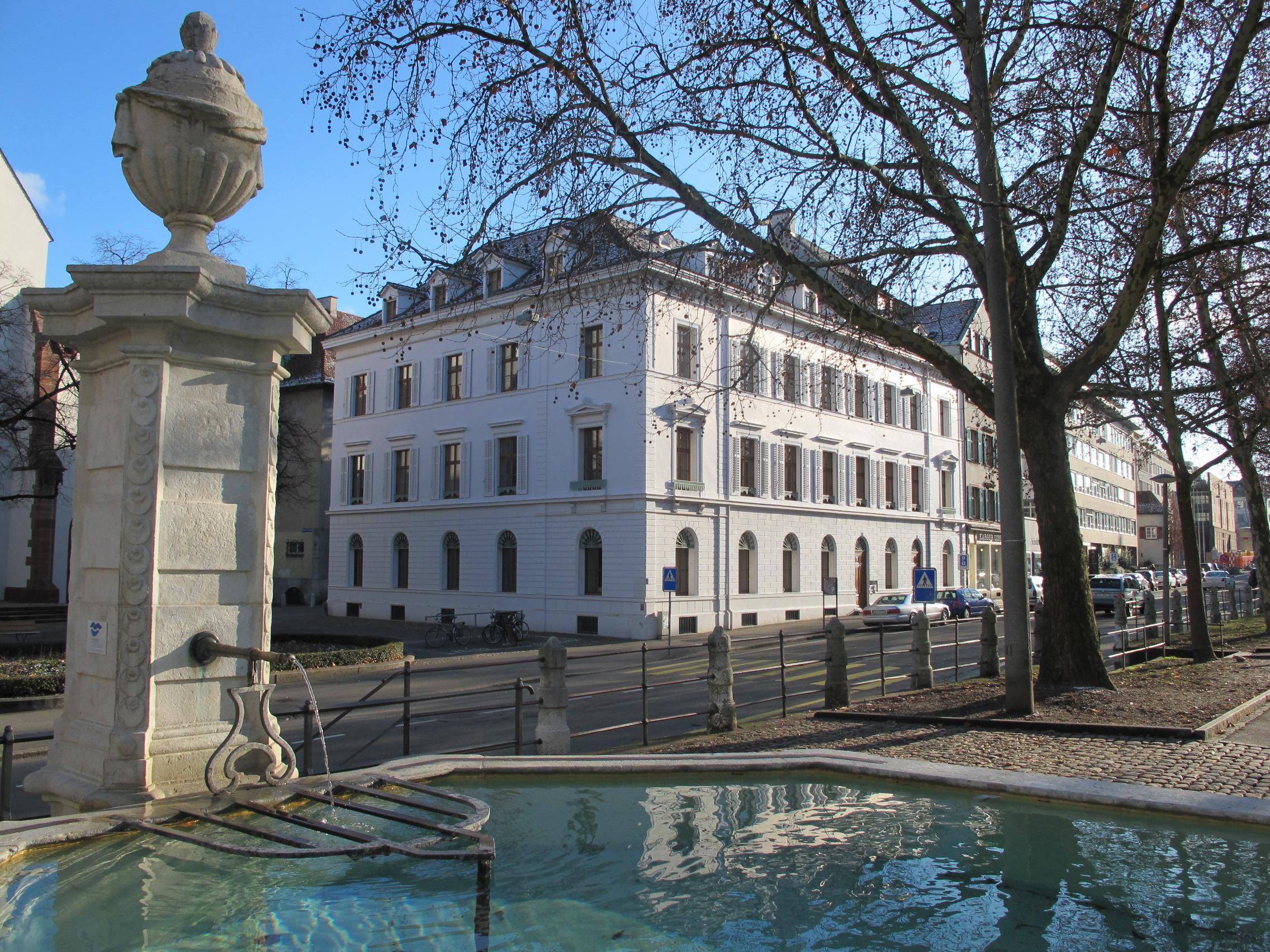
Zenetudományi Szeminárium a Petersgrabenen

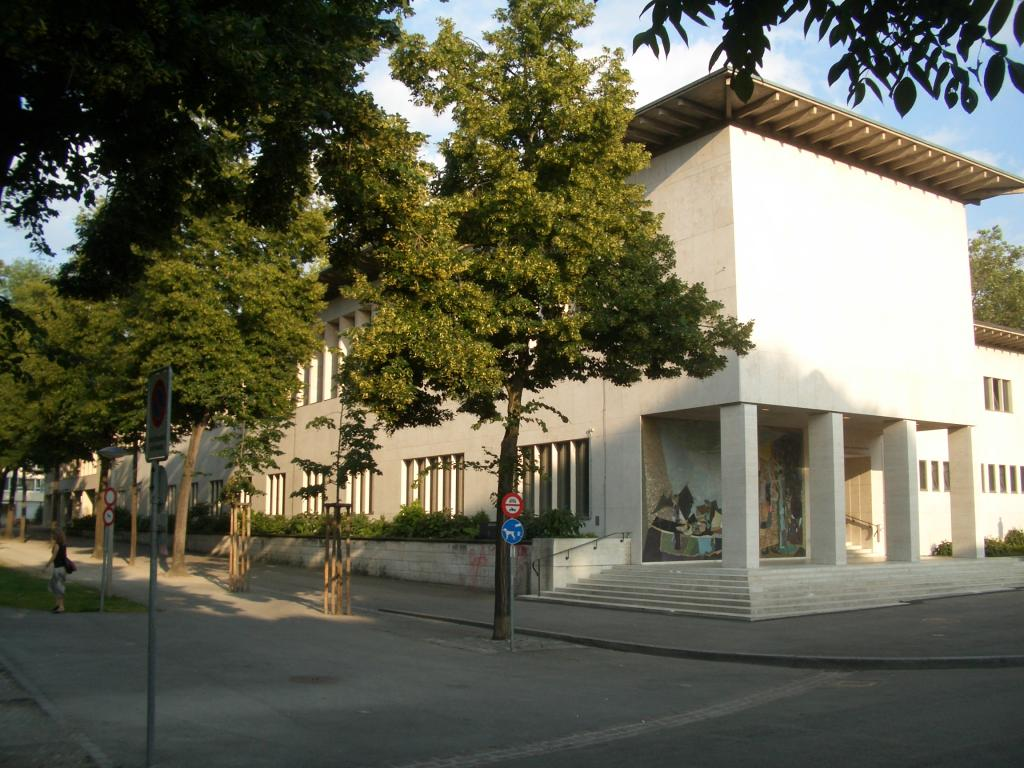
A Bázeli Egyetem főiskolai épülete a Petersplatzon 1939-ből, Bauhaus-stílusban

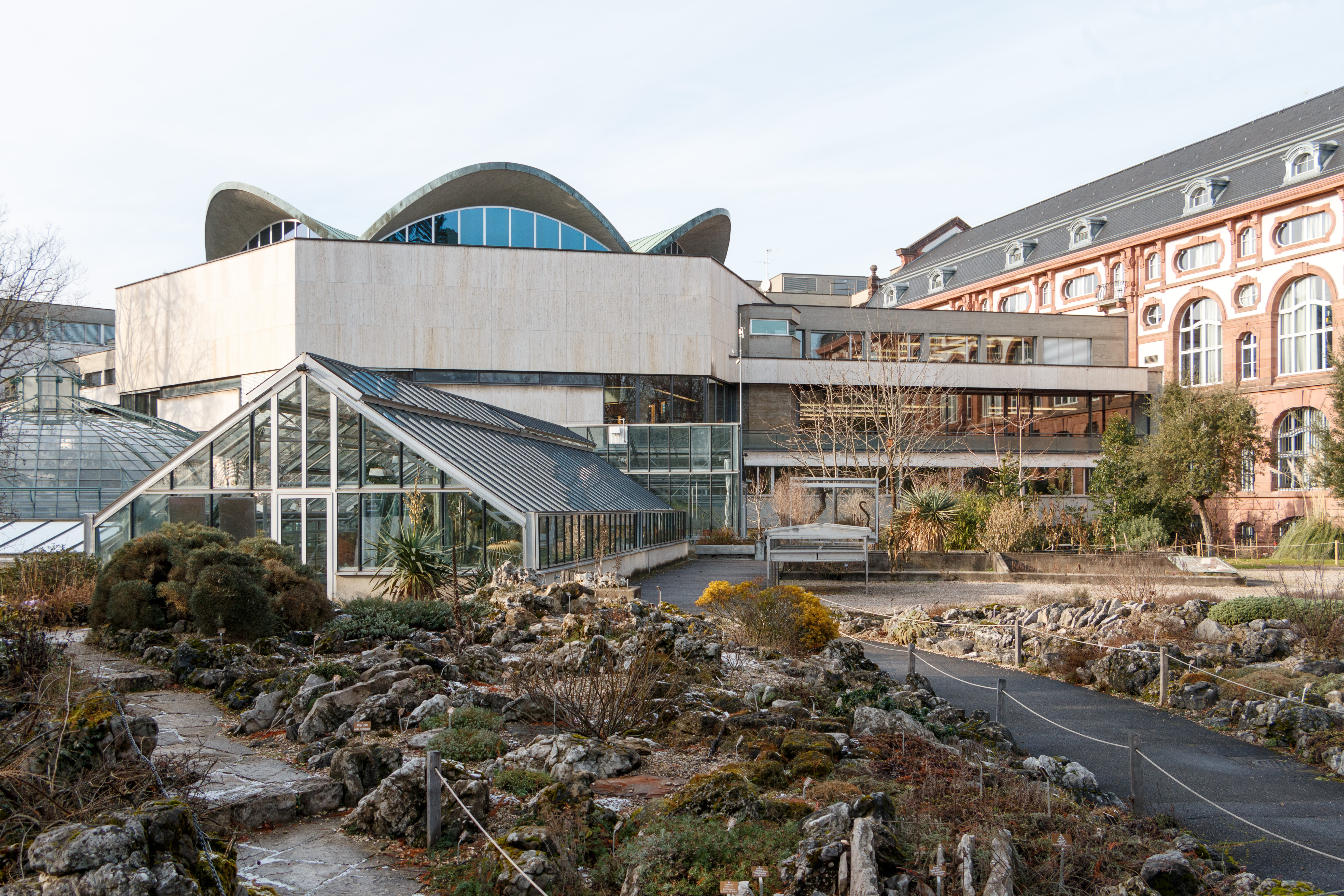
Svájc legrégebbi botanikus kertje (1589)

- Werner Arber, mikrobiológus. Nobel-díjas (1978), 1986–1988
- Karl Pestalozzi, germanista, 1990–1992
- Luzius Wildhaber, jogász, 1992–1994
- Hans-Joachim Güntherodt, fizikus, 1994–1996
- René Frey, közgazdász, 1996–1998
- Ulrich Gäbler, egyháztörténész, 1998–2006
- Antonio Loprieno, egyiptológus, 2006–2015
- Andrea Schenker-Wicki, üzemgazdász, 2015. augusztus 1-től
- Daniel Huber, matematikus

## Híres személyiségek
- Rotterdami Erasmus, humanista
- Leonhard Euler, matematikus
- Friedrich Nietzsche, filozófus és költő
- Friedrich Miescher, a DNS felfedezője
- Carl Gustav Jung, pszichiáter
- Karl Jaspers, filozófus és pszichiáter
- Tadeus Reichstein, vegyész, Nobel-díjas
- Marion Dönhoff, újságíró, publicista
- Christiane Nüsslein-Volhard, biológusnő, Nobel-díjas

### Docensek
- Karl Barth, teológus
- Daniel Bernoulli
- Jakob Bernoulli, matematikus
- Jacob Burckhardt, Kunsthistoriker
- Thomas Erastus
- Rudolf Christoph Eucken, filozófus, irodalmi Nobel-díjas, 1908
- Karl Jaspers, filozófus
- Jacob Achilles Mähly
- Franz Overbeck
- Paracelsus, gyógyász
- Tadeus Reichstein, vegyész, Nobel-díjas, 1950
- Christian Friedrich Schönbein
- Andreas Vesalius, anatómus és sebész
- Wilhelm Wackernagel

### Hallgatók
- Leonhard Euler, matematikus
- Albrecht von Haller, gyógyító és költő 1728–1729
- Carl Gustav Jung, pszichiáter és pszichoterapeuta
- Paul Hermann Müller, vegyész, Nobel-díjas, 1948
- Christiane Nüsslein-Volhard, biológus és biokémikusnő, Nobel-díjas, 1995
- Pierre Roques, evangélikus lelkész
- Kurt Wüthrich, vegyész, Nobel-díjas, 2002
- Ulrich Zwingli, reformátor

## Fordítás
- Ez a szócikk részben vagy egészben  az   Università di Basilea című olasz Wikipédia-szócikk ezen változatának fordításán alapul.  Az eredeti cikk szerkesztőit annak laptörténete sorolja fel. Ez a jelzés csupán a megfogalmazás eredetét és a szerzői jogokat jelzi, nem szolgál a cikkben szereplő információk forrásmegjelöléseként.
- Ez a szócikk részben vagy egészben  az   Universität Basel című német Wikipédia-szócikk ezen változatának fordításán alapul.  Az eredeti cikk szerkesztőit annak laptörténete sorolja fel. Ez a jelzés csupán a megfogalmazás eredetét és a szerzői jogokat jelzi, nem szolgál a cikkben szereplő információk forrásmegjelöléseként.

## Egyéb projektek
- Wikimedia Commons contiene immagini o altri file su Università di Basilea